# 春名真依
春名真依（はるな まい、2001年1月5日 - ）は、日本のタレント、女優、アイドル、歌手。女性アイドルグループたこやきレインボーの元メンバー。大阪府出身。愛称は、まいまい。2023年に関西大学を卒業。

## 略歴
2010年5月1日、ももいろクローバー「行くぜっ!怪盗少女」のリリースイベントを客として見に行った現場でスターダストプロモーションにスカウトされ、小学校4年生の時にスターダストプロモーションに所属した。
2012年9月、たこやきレインボーの結成に参加、結成メンバーとなる。
2015年8月3日、GIRLS' FACTORY 15 DAY1（国立代々木競技場第一体育館）より、ユニット「チーム青大将」として出演。
2017年12月27日、大阪通天閣での干支の引き継ぎ式に、もうすぐ戌年ということで、愛犬の小春を連れて参加。
2018年5月、フジテレビNEXT「コアラモード.小幡康裕のガチンコスターダストプラネット」番組企画ユニット『ガチンコ☆』（ガチンコスター）のメンバーに選出。6月28日、テレビ番組「ガチンコ☆へきくちから（フジテレビNEXT）」で、初めて作詞を行った曲「太陽系ガラス」を披露。7月28日、メットライフドームで開催された「夏S 2018 ももクロトリビュート ～みんなで10周年をお祝いしちゃうぞ！～」で高身長ユニット「GIANTS HORSE」に選出、ユニット曲「ハラハラGood!Good!」を披露した。8月3日、お台場 青海周辺エリアで開催された「TOKYO IDOL FESTIVAL 2018」にて、『ガチンコ☆』として出演。
2019年7月、VDC Magazineでコラム「VDC COLUMN」を連載開始。12月30日、大阪・梅田クラブクアトロで開催された、たこ虹歳末大感謝ライブ『虹家族ザ・ベストテン』で、ファン投票によるオリジナル楽曲のベストテンが発表され、春名のソロ曲「まいっちんぐ☆まいまいマジック」が1位に選ばれた。
2020年1月5日、誕生日当日にMBSちゃやまちプラザで開催された「たこ虹セブン放課後ナイト特別編～春名真依ナイト～」をプロデュース。4月、テレビ東京のテレビ番組『おはスタ』内で放送された『おばけずかん』の第1話「ゆうれいアナウンサー」と第3話「おくじょうのそらいろエリザベス」にまい先生役で出演し、女優としての一面を見せる。12月2日、配信されたMBSちゃやまちプラザ「水曜トークショー」にて、自身のInstagramで連載している「アイドルのアイドル論」について語った。
2021年1月5日深夜、MBSラジオ「あどりぶラヂオ」に出演し「アイドルのアイドル論」を語る。1月23日、YouTube Live「たこ虹の家にいるTVリターンズ#26」にて、餓鬼をモチーフにしたフィギュアの話題になった際に不適切な賤称語を使用。春名は語意の誤解、自身の無知から発言したものとして謝罪。所属事務所のスターダストプロモーションは事態を重く受け止め、2月3日より当面、活動を自粛することが発表された。3月6日から芸能活動を再開。6月、舞台『剣が君-残桜の舞-』に七重役で出演。11月、cookpadLiveで「神虹食堂まいまい亭」の配信を開始。12月、舞台 劇団TEAM-ODAC第34回本公演「僕らの深夜高速」に秋野さちえ役で出演。
2022年4月、舞台 五反田タイガー9th Stage『DEMON〜ありがとうって言えなくて〜』に出演。5月、演劇ユニット【メイホリック】 メイホリックシアター08 朗読劇『呪い喰らいの魔女』に出演。7月、舞台 Monkey Works Vol.07『押忍！更級高校応援団！』にヒロイン役で出演。秋、舞台 FOCUS〜アップデート〜に出演。12月、舞台・破天荒フェニックスに出演。
2023年1月22日、ニッポン放送でラジオ番組「春名真依のオールまいまいとニッポン」が放送。2月、舞台 十五少女漂流記に出演。3月、舞台 尼崎ストロベリーに出演。同月に関西大学を卒業、卒業研究優秀論文賞を受賞したことを報告した。4月、舞台 少年秘密倶楽部 -零-に出演。6月、朗読劇「異世界転生したら大恐竜時代でオワタ。〜氷河期で奮闘編〜」に出演。
2025年3月、気象予報士試験に合格。

## 人物
愛称は「まいまい」。春名真依の「依」は にんべん＋衣で、にんべんのない「真衣」表記は誤り。
妹がいる。実家では、小春という名前のミニチュアダックスフンドと、まつりという名前の猫を飼っている。また、福岡の祖父母の家では、複数の猫を飼っている。名前は、プルちゃんなど。
アイドルになったきっかけは、小3の時に家族旅行中に行ったららぽーと新三郷でのももいろクローバーのリリースイベントで、スターダストプロモーションの理事長こと藤下良司（現スターダストプロモーション代表取締役社長）にスカウトされたことによる。
大阪の魅力は「ランドマーク的なものがいっぱいある。に通天閣に海遊館…。この前、百舌鳥・古市古墳群が世界遺産に認定されたりとか。目印になる場所、観光地がいっぱいある。」。また、なにわの魅力は「賑やかなところかなと思います。（中略）日常の中にツッコミがいっぱいあるというのがいいんです。」。
趣味：ジオラマ鑑賞、ミニチュア集め、少女漫画を読むこと、アイドルオタク。中国語の勉強をしている。特技は、クッキー詰め放題、水泳、集中力である。資格：気象予報士
Instagramに投稿するのが日課、2018年12月にブログからInstagramに切り替えた。ブログは2015年夏から毎日更新していた。ブログでは、毎回投稿の文末に「今日のポジティブword！」を掲載しているが、これについて「真依な、何かのタイミングで「自分がしんどいときは、ほかの誰かもしんどいんや」って思うようになってん。だから、ほかの人のことを優先して考えようって。で、ブログを読んでくれる人に元気になってもらえる方法を家族と探してて、「こういうのはどうかな？」って思い付いたのが「ポジティブワード」。思い付いたその日にやり始めました。」と語っている。また、服が好きで、170センチある身長を活かした着こなしを「まい's fashion」というコーナーでブログやInstagramに投稿している。2020年5月からはInstagramで自身がアイドルについて考察したシリーズ「#アイドルのアイドル論」を連載している。
ミニチュアの世界が大好き。特に、人や車、建物、山や川をジオラマ風に再現した模型は、何時間見ていても飽きないという。おすすめは「大阪くらしの今昔館」。
少女漫画も好きで、一番好きなのは水瀬藍「ハチミツにはつこい」、おすすめは藤原ゆか「CRASH!」。
芸能界に憧れていた当時の一つの夢として『天てれ（Let's天才てれびくん、NHK Eテレ）に出ること』があり、2016年11月8日の出演で叶えることが出来た。

## たこやきレインボー関連
- キャッチフレーズは「みんなの子分」、イメージカラーは、  青（四ツ橋ブルー）。
- モデル担当[26]。

## 主要なライブ・イベント

### 生誕祭
- 2014年1月12日、LABI1なんばでの「ミニライブ＆特典会」で、春名真依生誕祭を開催。
- 2015年1月18日、大阪南港ATC O's (オズ)棟での「ミニライブ＆特典会」で、春名真依生誕祭を開催。
- 2016年1月16日、大阪南港ATC 海辺のステージでの「ミニライブ＆特典会」で、春名真依生誕祭@ATCを開催。
- 2017年1月15日、ナレッジシアターにて、「まいまいの まいまいによる まいまいソロ生誕祭☆ 虹家族大集合!!!!!!!」を開催。
- 2018年1月7日、HMVグランフロント大阪にて、春名真依生誕イベントを開催。
- 2019年1月27日、HMVグランフロント大阪にて、春名真依生誕イベントを開催。
- 2020年1月5日、毎日放送本社1階のMBSちゃやまちプラザにて生誕ライブ「たこ虹セブン放課後ナイト特別編～春名真依ナイト～」を開催。

## 出演

### テレビ番組
- ももいろフォーク村「彩高ヒットスタジオ デラックス」（2018年6月7日、フジテレビNEXT）
- ガチンコ☆へきくちから（2018年6月28日、フジテレビNEXT）- 初の作詞曲「太陽系ガラス」を披露
- GIRLS'FACTORY NEXTへきくちから（2018年7月31日深夜、フジテレビNEXT）- 彩木咲良と出演
- 西川貴教の僕らの音楽（2018年6月28日 2019年1月31日、フジテレビNEXT）- ガチンコ☆として出演
- コアラモード.小幡康裕のガチンコスターダストプラネット（2019年3月13日 2019年9月12日 2022年9月13日など、フジテレビNEXT）
- おはスタ（2020年4月、テレビ東京） - 『おばけずかん』の第1話「ゆうれいアナウンサー」と第3話「おくじょうのそらいろエリザベス」にまい先生役で出演
- おはよう朝日土曜日です（2021年1月16日 6月12日 2023年1月14日、ABCテレビ）- レポーターとして堀くるみと出演
- 朝生ワイド す・またん！（2022年5月12日、読売テレビ） - とれたてFISHING
- テレビドラマ「エルピス-希望、あるいは災い-」（2022年11月21日、フジテレビ系列） - 田中麻衣子 役
- ロンダリング 第2話 - 第4話（2025年7月11日 - 25日、関西テレビ・フジテレビ） - 獏良あゆ 役[27]

### ネット配信
- 鈴木愛理の火曜TheNIGHT（2019年9月3日深夜、AbemaTV）
- J1リーグ 第18節 FC東京 vs. セレッソ大阪（2020年9月23日、スポーツナビ） - 松木安太郎、平畠啓史、清井咲希と共演
- 柚姫の部屋（2020年8月10日 10月26日 2021年10月18日、2022年1月3日、6月13日、YouTube）
- 神虹食堂まいまい亭（2021年11月24日 - 、cookpadLive）[28] - 月1回配信

### ラジオ
- よしもとラジオ高校〜らじこー（2017年8月8日、FM OH!）- 堀くるみと出演、（2018年2月27日）- 清井咲希と出演、（2019年10月15日）- 堀くるみと出演
- 晴れときどきときめき♡宣伝部（2017年9月8日、ラジオ日本）- 堀くるみと出演
- IMAREAL（2019年2月28日、FM北海道）- 清井咲希と出演
- あどりぶラヂオ（2021年1月5日深夜、MBSラジオ） - 「アイドルのアイドル論」を語る[5]
- 春名真依のオールまいまいとニッポン（2023年1月22日深夜25:00-27:00、ニッポン放送） - 冠番組[29]

### 舞台
- 剣が君-残桜の舞- 再演（2021年6月2日 - 6日、こくみん共済 coop ホール／スペース・ゼロ） - 七重 役[10][11]
- 劇団TEAM-ODAC第34回本公演「僕らの深夜高速」（2021年12月15-20日、草月ホール） - 秋野さちえ 役[30][31]
- 劇団TEAM-ODAC第38回本公演「続・猫と犬と約束の燈」（延期・日程未定） - 古家野美紀 役[32]
  - 劇団TEAM-ODAC『続・猫と犬と約束の燈』番外編イベント（2022年3月27日、SoyLatte STUDIO）[33]
- 五反田タイガー9th Stage『DEMON〜ありがとうって言えなくて〜』（2022年4月20-24日、池袋 あうるすぽっと）[34][35]
- 演劇ユニット【メイホリック】 メイホリックシアター08 朗読劇『呪い喰らいの魔女』（2022年5月4日 - 8日、アトリエファンファーレ高円寺）[36]
- Monkey Works Vol.07『押忍！更級高校応援団！』（2022年7月6-10日、シアター・アルファ東京）[37] - ヒロイン
- FOCUS〜アップデート〜（2022年9月17日 - 18日、銀座ブロッサム / 11月18日 - 19日、COOL JAPAN PARK OSAKA TTホール）[38]
- 舞台・破天荒フェニックス（2022年12月7日 - 11日、俳優座劇場）
- 十五少女漂流記（2023年2月3日 - 6日、シアター1010 / 2月23日、 海老名市文化会館）
- 尼崎ストロベリー（2023年3月4日 - 5日、あましん アルカイックホール）
- 少年秘密倶楽部 -零-（2023年4月27日 - 30日、BOX in BOX THEATER）
  - 『少年秘密倶楽部［壱］〜箱庭の自由〜』（2024年7月3日 - 7日、新宿村LIVE）
- 朗読劇「異世界転生したら大恐竜時代でオワタ。〜氷河期で奮闘編〜」（2023年6月29日 - 7月2日、コフレリオ新宿シアター）
- 劇団壱劇屋東京支部 大阪/東京 二都市ツアー公演「煙突もりの隠れ竜」（2023年8月18日 - 20日、ABCホール / 8月31日 - 9月3日、シアターグリーンBIG TREE THEATER）
- THEATER MILANO-Za オープニングシリーズ「スクールアイドルミュージカル」（2024年1月11日 - 21日、THEATER MILANO-Za） - 天草ヒカル 役（小山璃奈とWキャスト）[39]
- 舞台「幕が上がる」（2024年8月21日 - 25日、シアター1010 / 9月14日、箕面市立文化芸能劇場）[40]

### 書籍
- Graduation2016 中学卒業 ・TOKYO NEWS MOOK528号（2016年3月1日、東京ニュース通信社）
- 週刊ビッグコミックスピリッツ 12号（2016年2月15日、小学館）の表紙・巻頭グラビアに「チーム青大将」で掲載[41]
- B.L.T. 2017年8月号（2017年6月24日、東京ニュース通信社）
- IDOL AND READ vol.018（2019年3月13日、アクセル・コミュニケーションズ）
- IDOL FILE Vol.20 ELEGANCE（2021年1月15日、ロックスエンタテインメント合同会社）
- VDC Magazine +Photo（2021年6月11日）[42]
- VDC Magazine（2019年7月 - ） - コラム連載「VDC COLUMN」を担当[4]

### イベント
- GIRLS' FACTORY 15 DAY1（2015年8月3日、国立代々木競技場第一体育館）- ユニット「チーム青大将」としても出演
- GIRLS' FACTORY 16 DAY3（2016年8月1日、国立代々木競技場第一体育館）- ユニット「チーム青大将」としても出演
- 坂崎幸之助のももいろちょいデラックス 第75夜（2017/08/14、Zepp Tokyo）- ユニット「チーム青大将」として出演
- GIRLS' FACTORY NEXT DAY3（2018年7月14日、Zepp Tokyo）- 彩木咲良と出演、ユニット「ガチンコ☆」としても出演[43]
- TOKYO IDOL FESTIVAL（2018年8月3日、SMILE GARDEN）- ガチンコ☆として出演
- ガチンコ3の7（2019年5月16日、渋谷PLEASURE PLEASUREにて開催の音楽LIVE YouTube配信あり）
- MBSちゃやまちプラザ「水曜トークショー」（2020年12月2日配信）[44] - たこやきレインボー 春名真依の『アイドルのアイドル論』
- 第5回 ももいろ歌合戦（2021年12月31日、日本武道館） - 最強アイドルメドレー2021に出演
- 柚姫の部屋フェス2022（2022年9月23日、川崎CLUB CITTA'） - 春名真依 with 大黒柚姫として[45]
- 柚姫の部屋フェス2023（2023年6月3日、Zepp Shinjuku）
- 東京やかんランド vol.2（2023年6月6日、原宿RUIDO）

### その他
- U18 zero 春名真依③（2019年9月25日、HUSTLE PRESS）[46]
- 『百田夏菜子とラジオドラマのせかい』感謝祭（2022年8月27日配信）[47]

## アイドルのアイドル論
自身のInstagramで連載しているアイドルについて考察するシリーズ（まいアイドル論）。
2020年12月2日配信のMBSちゃやまちプラザ「水曜トークショー」に出演して「アイドルのアイドル論」をテーマに語った。
20歳の誕生日を迎えた2021年1月5日の深夜（6日未明）にはMBSラジオの「あどりぶラヂオ」に出演し、「アイドルのアイドル論」を語った。